# Geologia storica

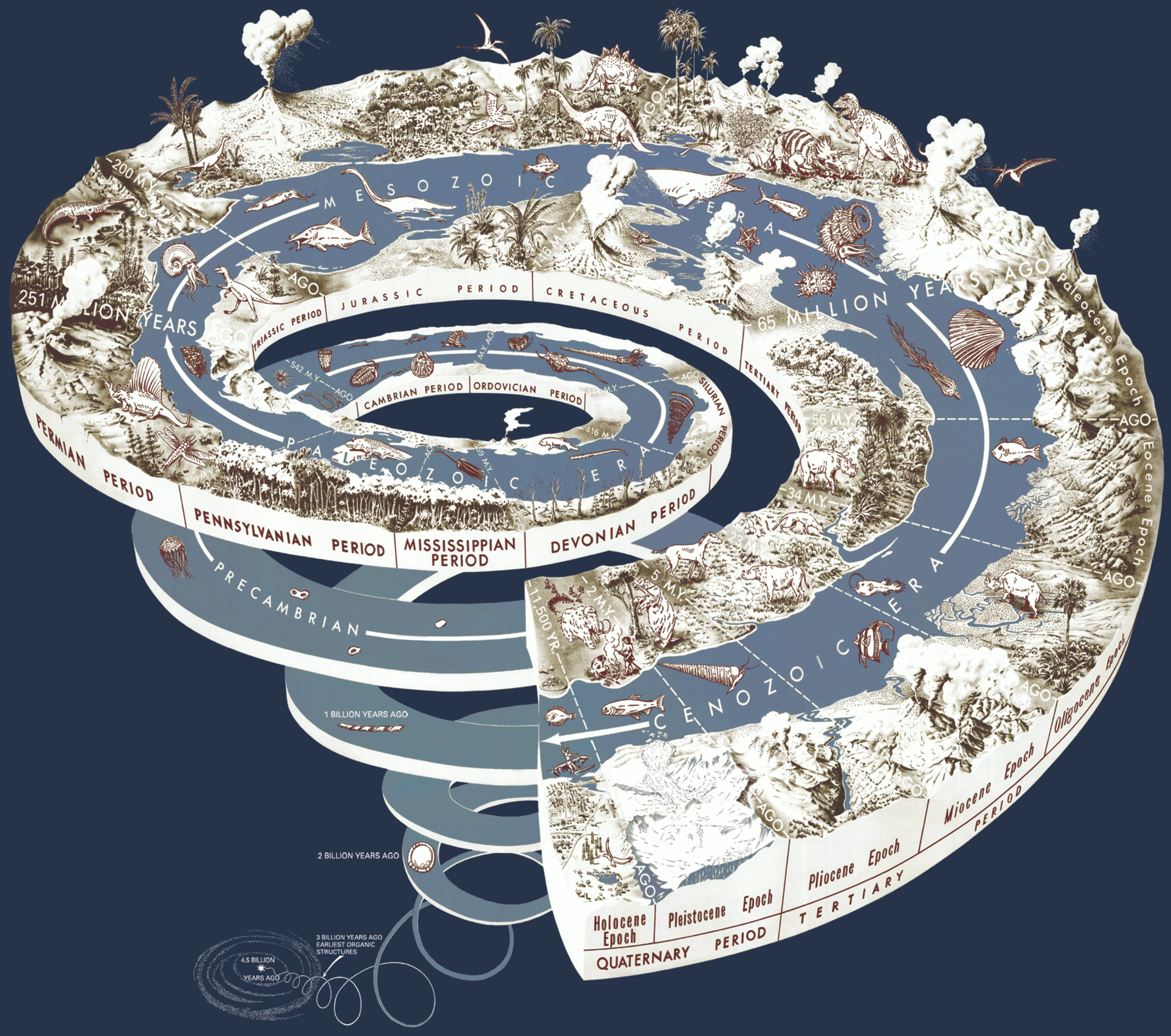
Diagramma della scala del tempo geologico

La geologia storica è la branca della geologia che studia le trasformazioni subite dalla Terra dalla sua formazione, avvenuta circa 4570 milioni di anni fa, a oggi.
Per stabilire un quadro temporale relativo, i geologi hanno disposto le rocce in una sequenza continua di unità cronostratigrafiche su scala planetaria, suddivise in eonotemi, eratemi, sistemi, serie e piani, sulla base della stratigrafia, ossia lo studio e l'interpretazione degli strati, supportati dai principali eventi biologici e geologici. Ad esempio, la transizione tra Permiano e Triassico viene stabilita sulla base di un evento di estinzione di massa. Le divisioni di cui sopra hanno i loro equivalenti temporali, uno per uno, su una scala di unità geocronologiche: rispettivamente eoni, ere, periodi, epoche ed età. La datazione con radioisotopi ha permesso di datare in modo assoluto (anni) la maggior parte delle divisioni stabilite, definendo le unità geocronometriche equivalenti. Gli stadi terrestri pre-fanerozoici, per i quali non è disponibile un'adeguata documentazione fossile, sono definiti cronometricamente, cioè fissando un valore temporale assoluto.

## Terminologia

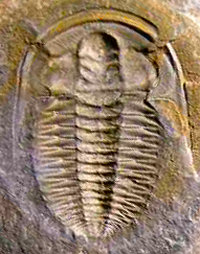
Fossile di trilobite.

L'unità di tempo più grande utilizzata in geologia storica è il tempo o supereone, che è composto da eoni. Gli ere si dividono in epoche, che a loro volta si dividono in periodi, epoche ed età. Allo stesso tempo, i paleontologi definiscono un sistema di stadi faunistici, di durata variabile, basato sui cambiamenti osservati negli assemblaggi fossili. In molti casi, questi stadi faunistici sono stati adottati nella nomenclatura geologica, anche se, in generale, sono stati stabiliti più stadi faunistici che unità di tempo geologico.
I geologi tendono a parlare in termini di superiore/tardivo, inferiore/iniziale e medio per riferirsi a parti di periodi e altre unità, ad esempio "Giurassico superiore" e "Cambriano medio". I termini Superiore, Inferiore e Medio sono solitamente applicati alle rocce, mentre Tardivo, Precoce e Medio sono solitamente applicati al tempo. Gli aggettivi sono in maiuscolo quando la suddivisione è ufficialmente riconosciuta, in minuscolo quando non lo è.
Poiché le unità temporali geologiche che si verificano nello stesso periodo in diverse parti del mondo possono avere un aspetto diverso e contenere fossili diversi, ci sono molti esempi storici di nomi diversi per lo stesso periodo in luoghi diversi. Ad esempio, in Nord America il Cambriano inferiore è stato chiamato serie Waucoban. Un aspetto fondamentale del lavoro della Commissione Internazionale di Stratigrafia è quello di riconciliare questi conflitti terminologici e di definire confini universali che possano essere utilizzati in tutto il mondo.